# 魔声
魔声公司（Monster Inc.）是一家美国音视频线材和耳机生产商，由李美圣（Noel Lee）创建于1978年。2008年魔声联手Dr. Dre和Interscope Geffen A&M主席Jimmy Iovine联手共同研发，发布Beats by Dr. Dre头戴式耳机，由魔声公司设计生产。2012年6月30日截至，魔声公司和Beats电子公司结束其五年的合作关系。

## 历史
- 1978年魔声公司创建。李美圣于1978年6月26日注册了新公司的名字“Monster Cable”（美国注册商标#73176069），并在自己加州旧金山的车库内开始生产。
- 1979年研制出第一款魔声线材，参加芝加哥夏季消费电子展。
- 1980年魔声公司搬出车库。Tai Min和 Shang Yu Chang成为公司最早的雇员，至今仍在魔声公司工作。
- 1983年Xterminator电源插座获得美国专利授权（专利号4,384,758）。
- 1984年魔声推出世界上第一款专为苹果电脑研发设计的扬声器MacSpeaker。
- 1998年魔声推出Monster Power专利设计的Monster Clean Power滤波功能提升家庭影院体验。
- 2008年发布Beats by Dr. Dre头戴式耳机，由魔声联手Dr. Dre和Interscope Geffen A&M主席Jimmy Iovine联手共同研发，由魔声公司设计生产。
- 2009年发布Heartbeats by Lady Gaga耳机。
- 2010年发布Diddybeats及Butterfly by Vivienne Tam。

## 魔声耳机
2008年，魔声公司进入耳机消费领域，与Dr. Dre合作，研发出新的Beats by Dr. Dre头戴式耳机。
2012年1月，魔声公司与Beats公司宣布将不再继续合作，现有的生产协议将持续到2012年底。在当月的国际消费电子展上，魔声也介绍了自己推出的魔声品牌耳机。